# Acrolophus punctellus
Acrolophus punctellus är en fjärilsart som beskrevs av August Busck 1907. Acrolophus punctellus ingår i släktet Acrolophus och familjen Acrolophidae. Inga underarter finns listade i Catalogue of Life.